# الرومانية الكاثوليكية في إسرائيل

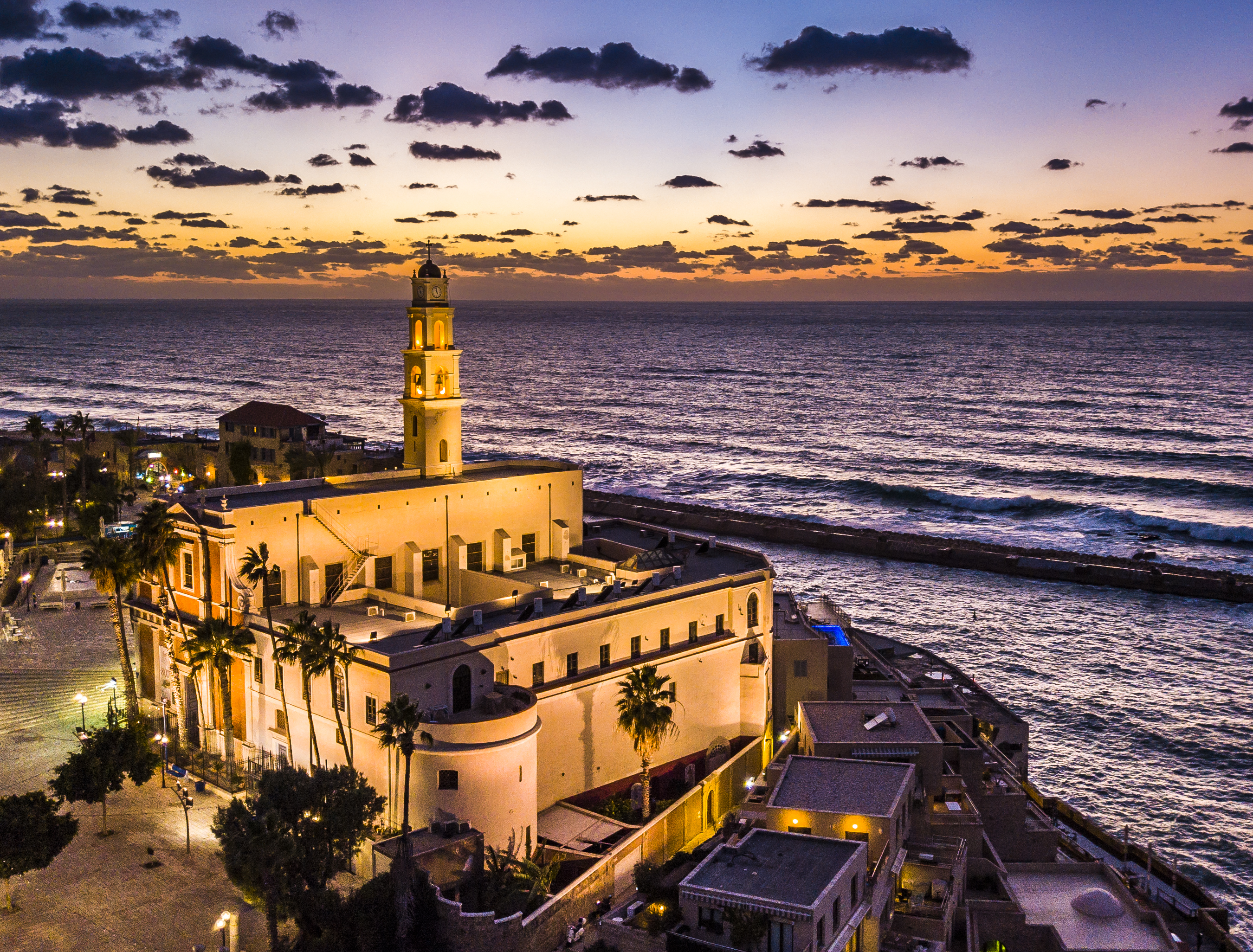
كنيسة القديس بطرس للاتين في يافا.

الكنيسة الكاثوليكية الإسرائيلية هي جزء من الكنيسة الكاثوليكية العالمية في ظل القيادة الروحية للبابا في روما، في عام 2016 كان أعداد المسيحيين في إسرائيل حوالي 170,000. في عام 2013 كانت الكنيسة الكاثوليكية هي أكبر المذاهب المسيحية في البلاد حيث شكلوا أكثر من 60% من مجمل مسيحيي إسرائيل، ويتوزع كاثوليك البلاد بين 64,000 من أتباع كنيسة الروم الملكيين الكاثوليك، وحوالي 32,200 من أتباع البطريركية اللاتينية في القدس، وحوالي 11,270 من الموارنة. عرقياً أكثر من 85% من الكاثوليك في إسرائيل من العرقية العربية. بالإضافة إلى أقلية مسيحية ناطقة باللغة العبرية، ولدى الجماعة الكاثوليكية الناطقة بالعبرية نائب بطريركي مركزه في القدس. وتدير الكنيسة الكاثوليكية 71 مدرسة، وثلاثة مستشفيات وهي مستشفى العائلة المقدسة ومستشفى القديس منصور دي بول في الناصرة والمستشفى الإيطالي في حيفا، وعدد من الفنادق، وأربعة عشرة معاهد ومؤسسات أكاديمية، وفرع لجامعة انديانابوليس-انديانا، وثلاثة دور للمسنين وميتم. ويتبع الكنيسة الكاثوليكية ستة عشرة جماعة كشافية، ومنظمة للطلاب الكاثوليك الجامعيين.
تتعاون الكنائس الرومانية الكاثوليكية والكاثوليكية الشرقية مع الكنيسة في روما وتعترف بالأولوية البابا وبصلاحيته الروحية (وهو يترأس البطريركية الغربية القديمة بصفة كونه أسقف روما). ومن ناحية الطقوس الدينية، تتبع الكنائس الشرقية المرتبطة بروما اللغات والتقاليد الخاصة بها. وقد كان التوقيع على اتفاق المبادئ في 30 ديسمبر 1993 بين الكرسي الرسولي ودولة إسرائيل حدثًا هامًا بالنسبة للطوائف الكاثوليكية في إسرائيل. وقد أدى هذا الاتفاق إلى إنشاء العلاقات الدبلوماسية الكاملة بينهما، عدة أشهر بعد ذلك. وفي عام 1997، وقعت إسرائيل والكرسي الرسولي على اتفاقية تناولت الوضعية الشرعية للكنيسة الكاثوليكية في إسرائيل.

## الجماعات الكاثوليكية

### الروم الكاثوليك

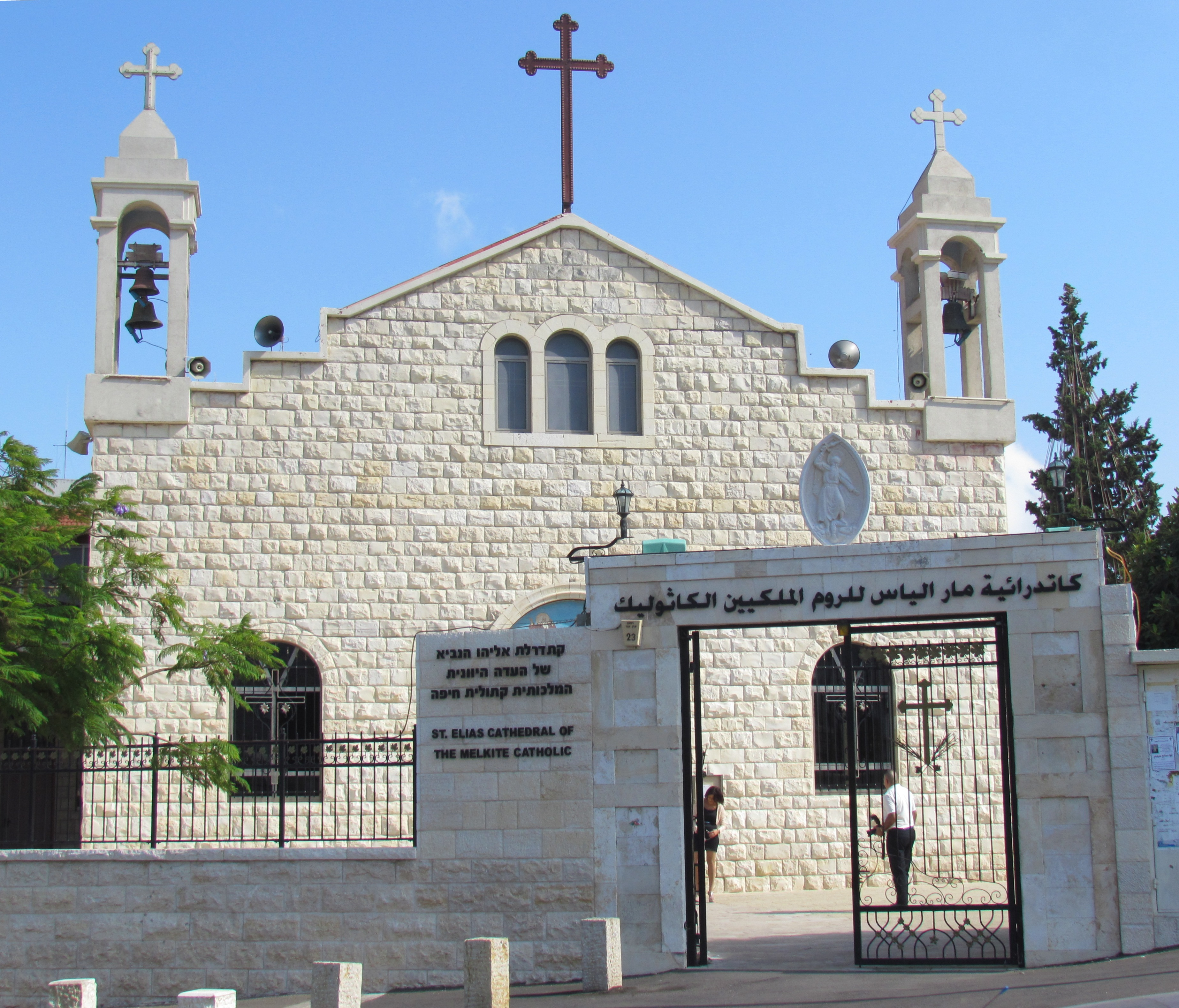
كاتدرائية مار إلياس للروم الكاثوليك في مدينة حيفا؛ وهي مقر أبرشيّة عكا وحيفا والناصرة وسائر الجليل.

تأسست كنيسة الروم الملكيين الكاثوليك عام 1724، نتيجة لانشقاق وذلك عندما أسس المطران سيريل الرابع أخوية دير المخلص قرب صيدا في لبنان في أواخر القرن السابع عشر. تأسست أبرشية الجليل 1752 بعد انضمام مطران عكا الأرثوذكسي لكنيسة الروم الملكيين وبقي مركزها هناك إلى أن انتقلت إلى حيفا حيث مقرها حاليًا. وتأسست أبرشية الروم الكاثوليك في القدس في سنة 1848. في عام 2012 بلغ تعداد الروم الكاثوليك حوالي 64,000،  ويقيم معظمهم في حيفا ومنطقة الجليل، وهي أكبر كنيسة مسيحية في إسرائيل، بطريركية الروم الكاثوليك هي بطريركية عربية رغم أن طقوسها مستندة من الكنيسة الأرثوذكسية التي يغلب عليها الطابع البيزنطي. ويتبع المجتمع الرومي الكاثوليكي المحلي أبرشية عكا وحيفا والناصرة وسائر الجليل للروم الملكيين الكاثوليك وهي أبرشية تابعة لكنيسة الروم الملكيين الكاثوليك، وهي أبرشية كاثوليكيّة شرقيّة. تتألف الأبرشية من 32 رعية و 12 جماعة دينية ونسكية. وسنة 1982، أنشئت في حيفا دار لإعادة دمج المعتقلين المحررين. كما تدير الأبرشية 7 مدارس. وتتواجد مقر الأبرشية في كاتدرائية مار إلياس في مدينة حيفا. تٌعتبر كنيسة الروم الملكيين الكاثوليك أكبر الطوائف المسيحية في إسرائيل ويتبعها 64,000 مُعمّد.

### الرومان الكاثوليك
تأسست كنيسة اللاتين في القدس وهي كنيسة تتبع الطقوس الرومانية الكاثوليكية في عام 1099 سقطت القدس بيد الصليبيين، وأسسوا فيها ما عرف بمملكة أورشليم التي استمرت قرابة المئتي عام وتزامن تأسيس تلك المملكة مع تأسيس الصليبيين لبطريركية لاتينية كاثوليكية فيها، وبعد انقضاء أيام مملكة أورشليم الصليبية وفقدانهم للسيطرة على القدس لصالح المماليك عام 1291 زالت أسباب وجود تلك البطريركية اللاتينية وانتهى حضورها في جميع نواحي بلاد الشام. استمرّت الكنيسة الكاثوليكية بتنصيب رجال دين برتبة بطريرك أورشليم كمنصب فخري وكان مقر البطريرك في بازيليك سان لورينزو فوري لومورا في مدينة روما. ثم عاد بطاركة القدس اللاتين إلى فلسطين عام 1847 عندما أُقيم المطران جوزيف فاليرجا بطريركًا للكنيسة اللاتينية في أورشليم وبالتالي تم إحياء الكنيسة الرومانية الكاثوليكية مرّة أخرى. البطريرك اليوم هو بمثابة أسقف للاتين الكاثوليك المتواجدين في الأراضي المقدسة والأردن وقبرص، مقر البطريرك هو مدينة القدس القديمة ويتبع لها معهد كهنوتي انتقل إلى مدينة بيت جالا عام 1936 م، البطريرك العربي الأول لهذه الكنيسة هو ميشيل صباح بطريرك اللاتين الأول وهو من الناصرة، وتمتلك الكنيسة عدد كبير من المؤسسات التعليمية وجامعة بيت لحم ومستشفيات وهي أغنى الطوائف المسيحية.في الوقت الحاضر يترأس البطريركية اللاتينية لأورشليم القدس أسقف يحمل لقب بطريرك، ويساعده ثلاثة كهنة مندوبون له يقيمون في الناصرة وعمان وقبرص. السنوات الأخيرة تعين كاهن مندوب رابع يتناول شؤون الطوائف المتكلمة بالعبرية في إسرائيل.

### المورانة
نشأت الكنيسة المارونية قرب أنطاكيا في سوريا في أوائل القرن الخامس، وتشكلت على أثر تعاليم مار مارون. تعرضهم للاضطهادات دفعهم إلى اللجوء إلى لبنان، الذي أصبح معقلهم ومركزهم العالمي. الكنيسة المارونية هي جزء من الكنائس الكاثوليكية الشرقية منذ عام 1182، وهي الكنيسة الشرقية الوحيدة الكاثوليكية كاملاً. وبصفتها كنيسة كاثوليكية شرقية فلها طقوس دينية خاصة بها والتي في أساسها هي طريقة عبادة أنطاكية باللغة السريانية. ويعيش معظم أبناء الطائفة المارونية في إسرائيل في منطقة الجليل ويبلغ عددهم 6,700. وتأسست ممثلية بطريركية مارونية في القدس عام 1895.

### طوائف أخرى
إنشقت الكنيسة السريانية الكاثوليكية عن الكنيسة السريانية الأرثوذكسية، وانضمت إلى روما منذ عام 1663. للسريانيين الكاثوليكيين أسقف خاص بهم يقيم في بيروت، ومنذ عام 1890 لهم مندوب بطريركي في القدس وهو الزعيم الروحي للطائفة الصغيرة هناك وفي بيت لحم. وإنشقّت الكنيسة الأرمنية الكاثوليكية عن كنيسة الأرمن الأرثوذكس عام 1741، وكانت لها في الماضي وجود في كيليكيا وعلاقة مع روما منذ عهد الصليبيين. يقيم الأسقف الأرمني الكاثوليكي في بيروت لأن في ذلك الوقت منعته السلطات العثمانية الإقامة في القسطنطينة. وتأسست مندوبية بطريركية في القدس عام 1842. وللكنيسة القبطية الكاثوليكية علاقة اتحادية بروما منذ عان 1741. وفي عام 1955 تم تعيين الأسقف القبطي الكاثوليكي للإسكندرية مندوبًا بطريركيًا ليراعي الطائفة الصغيرة التي أقامت في ذلك الوقت في القدس.